# رسول پورزمان
رسول پورزمان  (زاده ۱۳۳۲ نقده) نماینده مستقل نقده و اشنویه در مجلس چهارم و مجلس هفتم و عضو کمیسیون آموزش و تحقیقات مجلس بود.

## زندگینامه
رسول پورزمان فرزند مهدیقلی و از اشخاص شناخته شده نه تنها در شهرستان نقده و استان آذربایجان غربی می‌باشد بلکه در سطح کشوری نیز شناخته شده میباشد. ایشان قبل از دوران نمایندگی مجلس چهارم در آموزش و پرورش شهرستان نقده مشغول بکار بودند.
در جریان انتخابات مجلس هشتم به دلیل پاره ای از مشکلات انصراف دادند. وی پیشتر مدیر کل امور مجلس دانشگاه آزاد اسلامی بوده است.

## منبع
- http://rc.majlis.ir/fa/parliament_member/show/759912 بایگانی‌شده  در ۳۰ دسامبر ۲۰۱۴ توسط Wayback Machine
- http://ipe9.com/majles90/?pageID=894